# Provincia Sara
La provincia Sara es una provincia de Bolivia, ubicada en el departamento de Santa Cruz y que forma parte del llamado Bloque Integrado del Norte Cruceño junto a las provincias de Warnes, Ichilo y Obispo Santistevan. Cuenta con una superficie de 6886 km² y una población de 43 171 habitantes según el censo del INE en 2012. Tiene como capital provincial a la población de Portachuelo.

## Historia
Fue creada por ley el 25 de septiembre de 1883 durante el gobierno de Narciso Campero, separándose de la provincia Cercado del departamento de Santa Cruz. Posteriormente, por ley del 8 de abril de 1926 la provincia fue dividida en dos, dando paso a la creación de la nueva provincia Ichilo al oeste, con capital Buena Vista.

## Toponimia
Su nombre se debe al vocablo de la tribu chané, pobladores originarios, que llamaban Sara (‘quietud de aguas’) al río que los chiriguanos de habla guaranítica llamaban Guapay, y al que los conquistadores y colonizadores españoles llamaron río Grande.

## Geografía
Está situada en los últimos contrafuertes de los Andes y el río Guapay o Grande. Se encuentra al norte de la ciudad de Santa Cruz de la Sierra.
El territorio es agrícola; tiene también actividad de cardume y es, además, productor de hidrocarburos. El ingenio azucarero La Bélgica se encuentra en su jurisdicción territorial, así como la fábrica de alimentos balanceados Albapor, y varios ingenios arroceros.
Se encuentra a una altitud media de 289 m s. n. m.. Tiene una temperatura media de 24,5 °C y una precipitación pluvial media 1 535,50 mm al año.

## Población
De acuerdo con el censo boliviano de 2024, la población de la provincia de Sara es de 44 713 habitantes.
La población de la provincia ha aumentado a la mitad en las últimas tres décadas:
| Año  | Habitantes | Fuente |
| ---- | ---------- | ------ |
| 1992 | 29 607     | Censo  |
| 2001 | 37 733     | Censo  |
| 2012 | 42 278     | Censo  |
| 2024 | 44 713     | Censo  |

La capital provincial, Portachuelo, tiene una población de 23.372 habitantes.

## Municipios
- Portachuelo: 16 372 habitantes (proyección 2010)
- Santa Rosa del Sara: 21 564 habitantes
- Colpa Bélgica: 6 259 habitantes

## Economía
La provincia tiene una importante producción agropecuaria, siendo además productora de hidrocarburos con campos como el de Santa Rosa descubierto por YPFB entre los años 1981 y 1982. El producto más cultivado es el arroz, seguido de la caña de azúcar, el maíz y una variedad de frutas. En toda la provincia se dedican a la cría de ganado bovino.
Cuenta con industrias como ingenio arrocero y azucarero además de la producción de alcohol, dulces, alimentos balanceados, moledoras de maíz, cerámica criolla y desmotadoras de algodón.